# سایین دره
سایین دره روستایی از توابع بخش مرکزی شهرستان آبیک در استان قزوین ایران است. ساکنین روستا از اقوام تات هستند.

## جمعیت
این روستا در دهستان کوهپایه غربی قرار دارد و براساس سرشماری مرکز آمار ایران در سال ۱۳۸۵، جمعیت آن ۹۵ نفر (۳۴خانوار) بوده‌است.